# Konfigurační prostor
Ve fyzice se jako konfigurační prostor označuje podprostor fázového prostoru, jehož souřadnicemi jsou pouze zobecněné souřadnice pro všechny stupně volnosti systému. Jednoduchý příklad: Popis pohybu N hmotných bodů v třírozměrném prostoru může být nahrazen popisem pohybu jednoho bodu v 3×N rozměrném prostoru (tj. v konfiguračním prostoru). Pojem konfiguračního prostoru může být snadno zobecněn a použit při popisu libovolného počtu bodů (či obecněji stupňů volnosti) v prostoru libovolné dimenze.

## Příklad
- Konfigurační prostor jednoho hmotného bodu je obyčejný třírozměrný prostor, kde souřadnice konfiguračního prostoru odpovídají souřadnicím určujícím polohu hmotného bodu.

- Polohu dvou hmotných bodů při přímočarém pohybu po (společné) přímce lze popsat souřadnicemi {\displaystyle x_{1}} (poloha bodu 1 od počátku) a {\displaystyle x_{2}} (poloha bodu 2 od počátku). Konfigurační prostor takové soustavy dvou hmotných bodů je dvourozměrný se souřadnicemi {\displaystyle x_{1},x_{2}}.